# Instituto Politécnico de París
El Institut polytechnique de Paris (también conocida como IP Paris) es una escuela de ingenieros de Francia.
Está ubicado en Palaiseau. También es miembro de la conferencia de grandes écoles. Forma principalmente ingenieros generalistas de muy alto nivel, destinados principalmente para el empleo en las empresas.
El 15 de septiembre de 2020, el Instituto cofundó con HEC Paris el centro de investigación de inteligencia artificial Hi! PARIS.

## Tesis doctoralIP Paris
Laboratorio y Doctorados de investigación :
- Energía y Clima
- Digital
- La seguridad
- Tecnologías
- Salud.